# Negulești (okręg Bacău)
Negulești – wieś w Rumunii, w okręgu Bacău, w gminie Dealu Morii. W 2011 roku liczyła 666 mieszkańców.